# Weak Signal Propagation Reporter
WSPR (ang. Weak Signal Propagation Reporter) – rodzaj cyfrowej emisji radiowej MEPT-JT oraz nazwa programu komputerowego autorstwa Joe Taylora K1JT do badania tras propagacji fal radiowych przy użyciu radiolatarni małej i bardzo małej mocy.
Standardowe komunikaty WSPR zawierają znak wywoławczy stacji, jej QTH locator oraz informację o mocy nadajnika, podanej w jednostkach dBm, np. SP1ABC JO73 27.
Protokół WSPR zapewnia wymianę danych przy niskich stosunkach sygnału do szumu rzędu -28 dB w odniesieniu do pasma przenoszenia 2500 Hz. Do transmisji WSPR-2 stosowane jest wąskopasmowe czterostanowe kluczowanie częstotliwości (4-FSK) z zachowaniem ciągłości fazy. Szybkość modulacji wynosi 12000/8192 ≈ 1,465 boda. Szerokość pasma sygnału około 6 Hz. Synchronizacja za pomocą pseudolosowego wektora o długości 162 bitów. Czas trwania transmisji 162 × 8192/12000 ≈ 110,6 s. Transmisja rozpoczyna się standardowo po upływie pierwszej sekundy każdej parzystej minuty. Wymagana jest synchronizacja czasu urządzeń nadawczych oraz obiorczych, np. za pomocą protokołu NTP.
Nowsza wersja, WSPR-15, stosuje sekwencje 15-minutowe zamiast standardowych sekwencji 2-minutowych. Stosowana jest w zakresie fal długich i średnich, i jest o 9 dB bardziej czuła niż WSPR-2, dzięki czemu możliwe jest dekodowanie sygnałów o stosunkach sygnału do szumu rzędu -37 dB w odniesieniu do pasma przenoszenia 2500 Hz.
Oprogramowanie udostępnione jest na licencji open source, a wysyłane przez program za pośrednictwem Internetu odbierane dane są publicznie dostępne za pośrednictwem strony projektu WSPRnet.
W ciągu doby do bazy projektu grupy radioamatorów (WSPRnet) przesyłanych jest ponad milion raportów z pasm amatorskich w zakresie częstotliwości od 136 kHz do 1296 MHz od około tysiąca stacji.

## Aplikacje

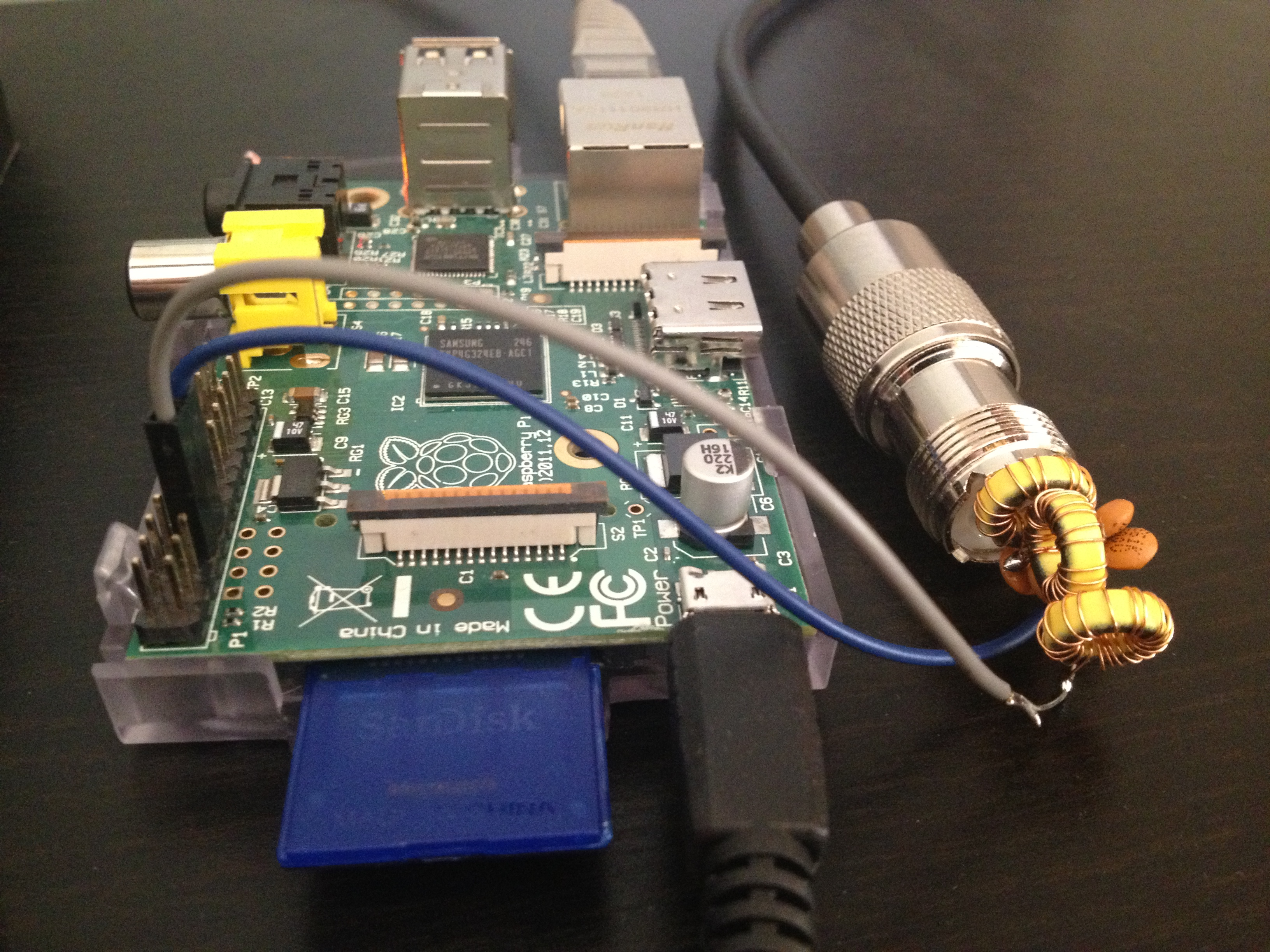
Raspberry Pi z filtrem dolnoprzepustowym jako nadajnik WSPR

Stacja WSPR zawiera zwykle komputer i urządzenie nadawczo-odbiorcze, ale możliwe jest również uruchomienie bardzo prostego nadajnika przy użyciu układu Si570 lub z wykorzystaniem mikrokomputera Raspberry Pi z filtrem dolnoprzepustowym, uzyskując moc wyjściową 10 dBm (10 mW).